# پاول ۹۷۳۹
سیارک ۹۷۳۹ (به انگلیسی: 9739 Powell، نامگذاری:1987SH7) نه هزار و هفتصد و سی و نهمین سیارک کشف شده‌است که در ۲۶ سپتامبر ۱۹۸۷ کشف شد.
قدر مطلق سیارک برابر ۱۳٫۷۰ است.